# Chloropoea rubrobasalia
Chloropoea rubrobasalia är en fjärilsart som beskrevs av Aurivillius 1903. Chloropoea rubrobasalia ingår i släktet Chloropoea och familjen praktfjärilar. Inga underarter finns listade i Catalogue of Life.